# Cancagua
Se denomina cancagua en Chile y cangahua en Ecuador y Colombia a una roca sedimentaria de origen volcánico, de textura no foliada, porosa y baja compactación que ocurre en el sur de Chile y en la depresión intermedia de Ecuador y el sur de Colombia. Se forman por la caída de material piroclástico fino, principalmente cenizas, endurecido posteriormente por cementación con carbonatos y sílice por procesos edáficos. Está compuesta generalmente de cuarzo y feldespato, aglomerada por calcita, arcilla y sílice.[cita requerida] Cancagua de Valdivia se ha ocupado para elaborar ductos de agua en Santiago en el siglo XVII.
Es utilizada para fabricar ladrillos, hornos y braseros, como argamasa en obras de construcción y para el tallado de artesanías. 

## Galería

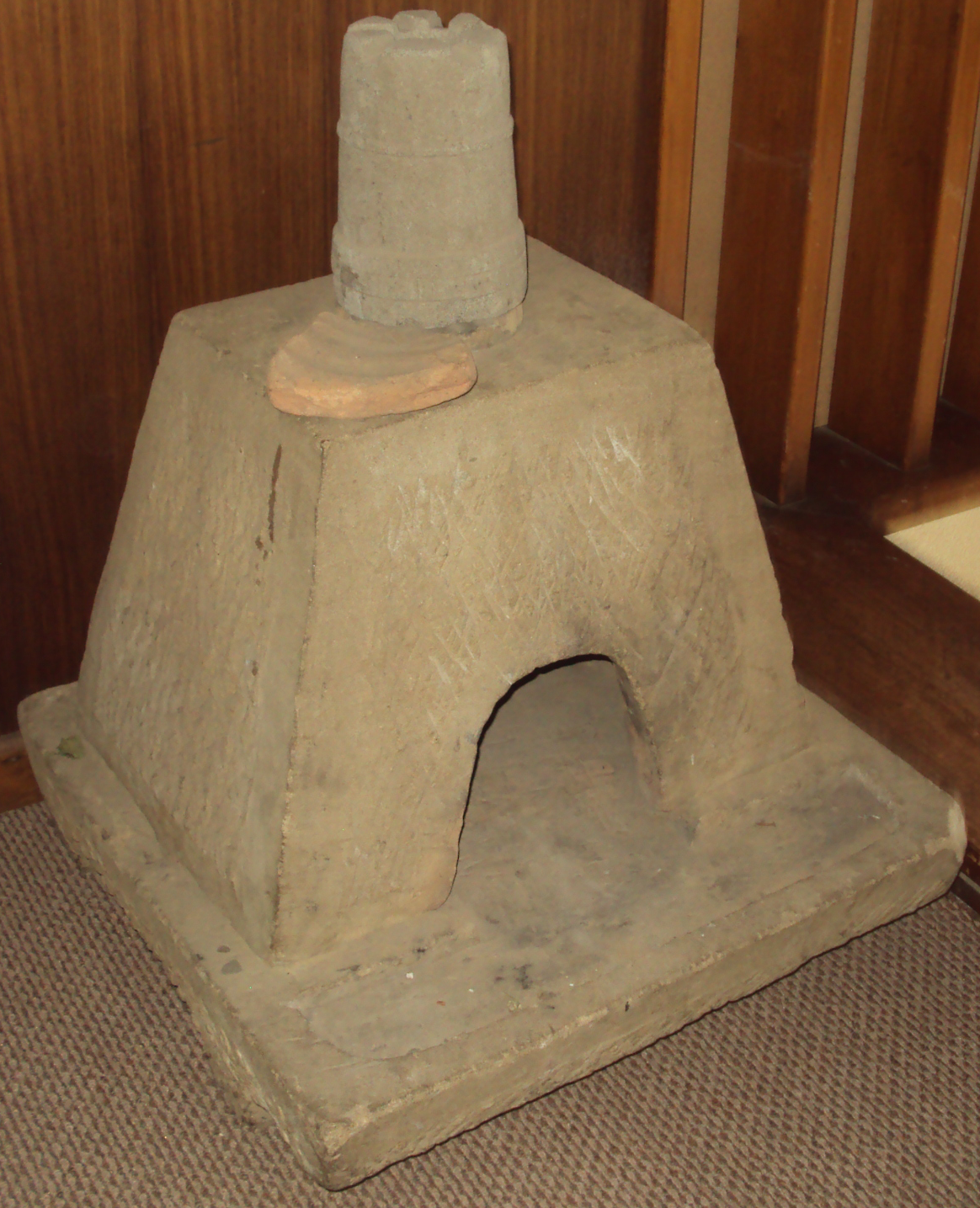
Chimenea "Salamandra", en piedra cancagua.